# Arjun Kumar Basnet
Arjun Kumar Basnet (tiếng Nepal: अर्जुन कुमार बस्नेत) (sinh ngày 5 tháng 12 năm 1975) là một vận động viên chạy marathon người Nepal. Basnet đã đại diện cho Nepal tại Thế vận hội Mùa hè 2008 ở Bắc Kinh, nơi ông tham gia thi đấu môn marathon nam. Ông hoàn thành cuộc đua ở vị trí thứ 45, cách đích khoảng 26 giây sau Hendrick Ramaala của Nam Phi, với thời gian tốt nhất cá nhân là 2:23:09.